# Heckenbeck
Heckenbeck ist ein Stadtteil der niedersächsischen Stadt Bad Gandersheim im Landkreis Northeim. Es ist mit etwa 500 Einwohnern der drittgrößte Ortsteil Bad Gandersheims.
Die Besonderheit des kleinen Dorfes ist, dass es eine ungewöhnlich große Vielzahl von Projekten und Aktivitäten beherbergt und im Gegensatz zum drastischen Bevölkerungsrückgang im ländlichen Gebiet seit Jahren einen Zuwachs der Einwohnerzahl registriert, sodass freier Wohnraum knapp ist.

## Geografie
Der Stadtteil liegt etwa vier Kilometer nordwestlich von Bad Gandersheim abseits größerer Durchgangsstraßen im Tal am Bachlauf der Mahmilch, umrahmt von den bewaldeten Höhenzügen des Hellebergs (298 Meter), des Steinbrinks (227 Meter) und des Wadenbergs (249 Meter). Angebunden an die Kreisstraße 641 befindet sich Heckenbeck unweit der B64, welche Bad Gandersheim mit Kreiensen verbindet. Zwei Kilometer nördlich befindet sich das ebenfalls zu Heckenbeck gehörende Gut Hilprechtshausen.
Etwa ein Kilometer nördlich der Ortschaft verläuft die ehemalige Grenze des Herzogtums Braunschweigs zum Königreich Hannover (und später Preußen) und stellt heute die Landkreisgrenze zwischen dem Landkreis Northeim und dem Landkreis Hildesheim dar.

## Geschichte
Der Ort wurde im 12. Jahrhundert erstmals urkundlich erwähnt.
Am 1. März 1974 wurde die vorher eigenständige Gemeinde Heckenbeck in die Stadt Bad Gandersheim eingegliedert.

## Politik
| Zeitraum  | Ortsvorsteher        |
| --------- | -------------------- |
| bis 2011  | Horst-Günter Frenzel |
| 2011–2015 | Ricarda Polzin       |
| 2015–2016 | Sabine Gehrke        |
| 2016–2025 | Niklas Kielhorn      |
| seit 2025 | Jürgen Gehrke        |

Gemäß der Hauptsatzung von Bad Gandersheim werden die Ortsteile der Stadt jeweils durch einen Ortsvorsteher vertreten. Aktuell ist Jürgen Gehrke in dieser Funktion.

## Wirtschaft und Infrastruktur
Die Ortschaft bietet eine besondere wirtschaftliche Infrastruktur, unter anderem mit einer ärztlichen Gemeinschaftspraxis, einer Hebammenpraxis, dem Kulturzentrum „Weltbühne Heckenbeck“, der „Freien Schule Heckenbeck“, dem Kindergarten „Pusteblume“, einem Mitglieder-Bioladen „Grüne Tomaten“ und einer Tischlerei.
„Heckenrose - Verein für ökologische Projekte e.V.“ bietet als Dienstleistung für das Dorf eine geteilte E-Auto Nutzung an.

## Kultur und Dorfaktivitäten
Heckenbeck hat eine Vielzahl von traditionellen und eher alternativen dörflichen Aktivitäten.
Heckenbeck gewann 2011 auf Landkreisebene den Wettbewerb Unser Dorf hat Zukunft und zusätzlich den Sonderpreis des Landkreises für besondere Initiativen gegen den demografischen Wandel und für den Klimaschutz. Darüber hinaus nahm Heckenbeck erfolgreich an dem Wettbewerb „Unser Dorf fährt elektrisch“ teil und konnte im Landkreis Northeim mit seinem zweiten Platz E-Ladesäulen für das Dorf gewinnen. Am 25. Juni 2025 wurde Heckenbeck erneut für die Landesebene des Wettbewerbs Unser Dorf hat Zukunft nominiert.
Der 60-minütigen NDR-Film „die nordstory - Lust auf Dorf“ machte das Dorf weiter bekannt. Dieser Film wurde in den Folgejahren vielfach in diversen Sendern gezeigt.
Die „Zwillingsbuche“ (ein Kilometer südlich der Ortschaft entfernt an der Kreienser Straße) ist ein Naturdenkmal.
Die Kirche wurde 1741 anstelle des Vorgängerbaus erbaut und 1914 und 1994 umgebaut.
Der 1964 gegründete Schützenverein „Horrido Heckenbeck“ zählt ca. 120 Mitglieder. Durch die Umrüstung auf elektronische Auswertung verfügt der Verein über einen der modernsten Schießstände in der Region. Eine Besonderheit des örtlichen Schützenvereins ist die starke Jugendabteilung die über den Kreis hinaus Bekanntheit genießt.
Das Kulturzentrum „Weltbühne Heckenbeck“ bietet auf seiner Kleinkunstbühne ein hochkarätiges Programm, das von Ausstellungen über Theater und Kabarett bis hin zu Konzertveranstaltungen reicht. Unter anderem gastierten dort bereits Arnulf Rating, Nessi Tausendschön und Dietrich Kittner.
Der 1948 gegründete Sportverein „SV Heckenbeck“ ist mit ca. 330 Mitgliedern größter Verein im Dorf.
Weiterhin verfügt die Freiwillige Feuerwehr über 30 aktive Kameraden und zählt etwa 120 fördernde Mitglieder. Die örtliche Feuerwehr gewann im Jahre 2017 die Abschnittswettkämpfe im Brandabschnitt Nord/Ost des Landkreises Northeim als beste TSF-Gruppe.

## Persönlichkeiten

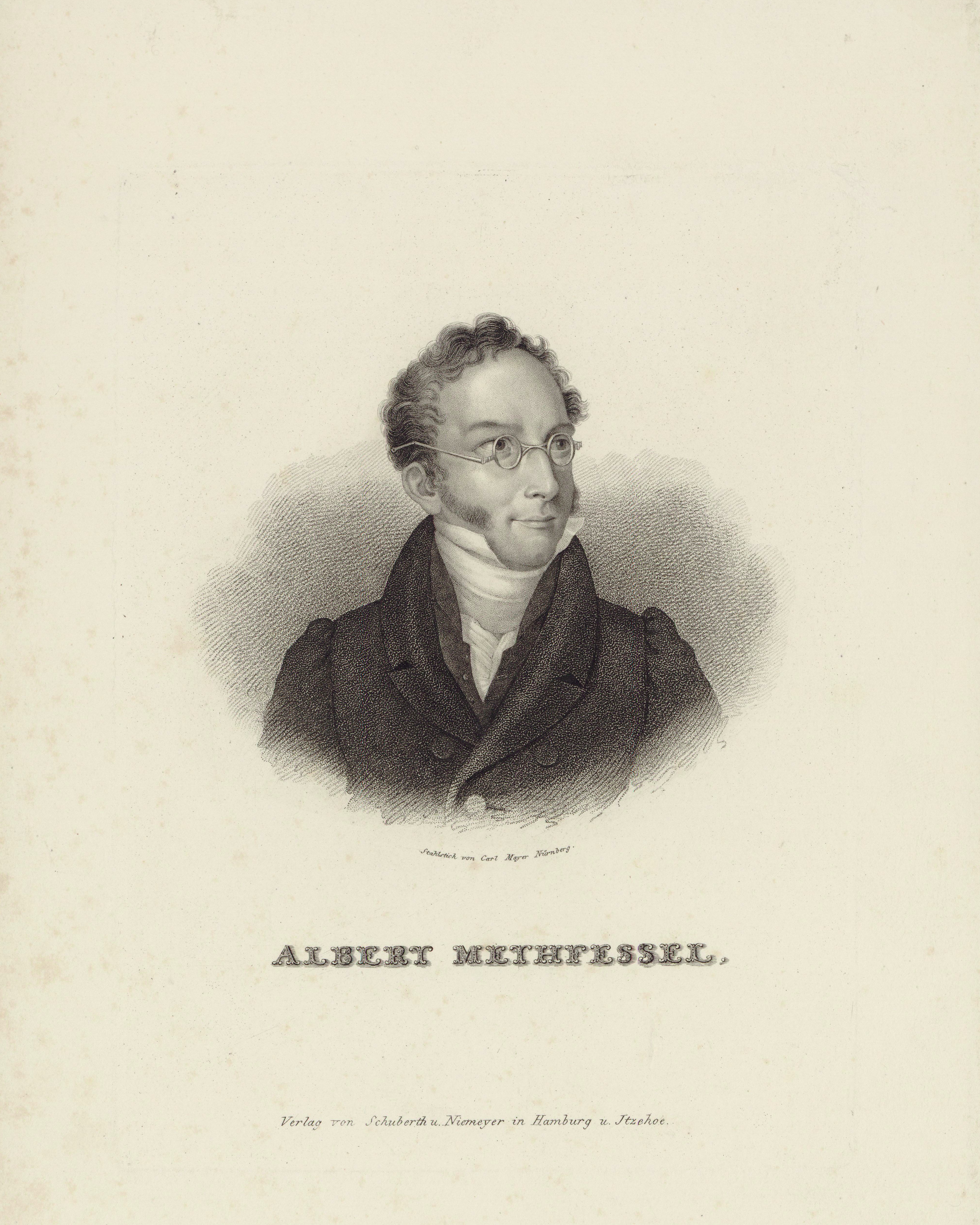
Albert Methfessel; † 1869 in Heckenbeck

Auf dem Friedhof steht das Grabdenkmal des Komponisten und „Altmeisters der Liederkunst“ Albert Methfessel, der am 23. März 1869 hier gestorben ist. Der Ort wird deshalb auch „Methfesseldorf“ genannt.